# Sean Jackson
Sean Michael Jackson (* 11. Januar 1978 in Seaside (Kalifornien)) ist ein ehemaliger US-amerikanisch-britischer Basketballspieler.

## Werdegang
Jackson spielte als Schüler für die Mannschaft der Stevenson School in Pebble Beach (US-Bundesstaat Kalifornien). Der 1,95 Meter große Guard stand von 1996 bis 1998 in der Hochschulmannschaft der University of California, Berkeley, für die er 39 Spiele (1,9 Punkte im Schnitt) bestritt, und entschloss sich zum Wechsel an die University of California, Irvine, nachdem er erwogen hatte, mit dem Basketballsport aufzuhören. Die zwei Spielzeiten, die Jackson an der University of California, Berkeley verbrachte, beschrieb die Zeitung Los Angeles Times als „tumultartig“, da der Hochschulsportverband NCAA in dieser Zeit gegen die Hochschulmannschaft ermittelte und ein Trainerwechsel für weitere Unruhe sorgte.
Nach einer im Sommer 1998 erlittenen Knieverletzung musste sich Jackson einer Operation unterziehen. Von 1999 bis 2001 kam er dann auf 52 Spiele für „UC Irvine“. Jackson kam bei der Mannschaft im Vergleich zu seiner vorherigen Station deutlich besser zurecht, stand bei jedem seiner 52 Spiele in der Anfangsaufstellung und erzielte im Schnitt 9,7 Punkte je Begegnung. Bei „UC Irvine“ war er Mannschaftskamerad des später ebenfalls in der deutschen Basketball-Bundesliga beschäftigten Jerry Green.
Jackson nahm 2001 ein Vertragsangebot des Bundesligisten Herzogtel Trier an, 2002 folgte er Trainer Don Beck von Trier zum Ligakonkurrenten EWE Baskets Oldenburg. Für die Niedersachsen spielte Jackson bis 2004. Insgesamt bestritt er in der Bundesliga 77 Spiele. Im Dezember 2004 wurde er von der englischen Mannschaft London Towers verpflichtet, es kam kurz darauf wieder zur Trennung. Jackson beendete seine Laufbahn und ging nach Kalifornien zurück.